# Dicranolepis
Genre
Dicranolepis est un genre de plantes de la famille des Thymelaeaceae.

## Liste d'espèces
Selon Catalogue of Life (6 octobre 2017) :
- Dicranolepis angolensis S. Moore
- Dicranolepis baertsiana
- Dicranolepis brixhei De Wild.
- Dicranolepis buchholzii Engl. & Gilg
- Dicranolepis disticha Planch.
- Dicranolepis glandulosa H. H. W. Pearson
- Dicranolepis grandiflora Engl.
- Dicranolepis incisa A. Robyns
- Dicranolepis laciniata Gilg
- Dicranolepis persei Cummins
- Dicranolepis polygaloides Gilg ex H. H. W. Pearson
- Dicranolepis pubescens H. H.W. Pearson
- Dicranolepis pulcherrima Gilg
- Dicranolepis pusilla Aymonin
- Dicranolepis soyauxii Engl.
- Dicranolepis thomensis Engl. & Gilg
- Dicranolepis usambarica Gilg
- Dicranolepis vestita Engl.

Selon NCBI (6 octobre 2017) :
- Dicranolepis disticha

Selon The Plant List (6 octobre 2017) :
- Dicranolepis angolensis S.Moore
- Dicranolepis baertsiana De Wild. & T.Durand
- Dicranolepis brixhei De Wild.
- Dicranolepis buchholzii Engl. & Gilg
- Dicranolepis cerasifera Gilg
- Dicranolepis disticha Planch.
- Dicranolepis glandulosa H.Pearson
- Dicranolepis grandiflora Engl.
- Dicranolepis incisa A.Robyns
- Dicranolepis laciniata Gilg
- Dicranolepis persei Cummins
- Dicranolepis polygaloides Gilg ex H.Pearson
- Dicranolepis pubescens H.Pearson
- Dicranolepis pulcherrima Gilg
- Dicranolepis pusilla Aymonin
- Dicranolepis pyramidalis Gilg
- Dicranolepis soyauxii Engl.
- Dicranolepis thomensis Engl. & Gilg
- Dicranolepis usambarica Gilg
- Dicranolepis vestita Engl.

Selon Tropicos (6 octobre 2017) (Attention liste brute contenant possiblement des synonymes) :
- Dicranolepis adiantoides Gilg ex Engl.
- Dicranolepis angolensis S. Moore
- Dicranolepis baertsiana De Wild. & T. Durand
- Dicranolepis batesii S. Moore
- Dicranolepis brixhei De Wild.
- Dicranolepis buchholzii Engl. & Gilg
- Dicranolepis bussei Gilg
- Dicranolepis cerasifera Gilg
- Dicranolepis convallariodora Gilg
- Dicranolepis disticha Planch.
- Dicranolepis flamignii De Wild.
- Dicranolepis glandulosa H. Pearson
- Dicranolepis glossopetala Gilg ex Engl.
- Dicranolepis grandiflora Engl.
- Dicranolepis humillima Gilg ex Engl.
- Dicranolepis incisa A. Robyns
- Dicranolepis laciniata Gilg
- Dicranolepis mannii Baill.
- Dicranolepis mildbraedii Gilg
- Dicranolepis montana Gilg & Ledermann ex Engl.
- Dicranolepis myriantha Gilg & Ledermann ex Engl.
- Dicranolepis oligantha Gilg
- Dicranolepis parviflora H. Pearson
- Dicranolepis persei H.A. Cummins
- Dicranolepis polygaloides Gilg ex H. Pearson
- Dicranolepis polyloba Gilg ex Engl.
- Dicranolepis pubescens H. Pearson
- Dicranolepis pulcherrima Gilg
- Dicranolepis pusilla Aymonin
- Dicranolepis pyramidalis Gilg
- Dicranolepis schweinfurthii Gilg
- Dicranolepis soyauxii Engl.
- Dicranolepis speciosa Gilg ex Engl.
- Dicranolepis stenosiphon H. Pearson
- Dicranolepis stenura Gilg ex Engl.
- Dicranolepis talbotiorum S. Moore
- Dicranolepis thomensis Engl. & Gilg
- Dicranolepis thonneri De Wild. & T. Durand
- Dicranolepis usambarica Gilg
- Dicranolepis vestita Engl.